# رينيه سانتوس
رينيه سانتوس (مواليد 21 أبريل 1992)، هو لاعب كرة قدم كان يلعب كمدافع لعب سابقاً في نادي الرائد.

## وصلات خارجية
- رينيه سانتوس على موقع رابطة كرة القدم اليابانية للمحترفين (اليابانية)
- رينيه سانتوس على موقع قاعدة بيانات كرة القدم.إي يو (الإنجليزية)
- رينيه سانتوس على موقع Soccerway.com (الإنجليزية)
- رينيه سانتوس على موقع عالم كرة القدم.نت (الإنجليزية)